# Elvis (jméno)
Elvis je germánské křestní jméno pocházející ze staroseverského jména Alvíss znamenajícího „všemoudrý“. V severské mytologii to bylo jméno trpaslíka, který se oženil s Thórovou dcerou Trúd.
Jméno Elvis nosí několik známých osobností:
- Elvis Bratanović (* 1992) – slovinský fotbalista
- Elvis Costello (* 1954) – britský zpěvák
- Elvis Kafoteka (* 1978) – malawský fotbalista
- Elvis Mashike Sukisa – konžský fotbalista
- Elvis Perkins (* 1976) – americký písničkář
- Elvis Presley (1935–1977) – americký zpěvák
- Clem Burke neboli Elvis Ramone (* 1954) – americký bubeník
- Elvis Vermeulen (* 1979) – francouzský ragbista
- Everon Romario Elvis Pisas (* 1994) – nizozemský fotbalista
- Elvis Stojko – krasobruslař